# 伯爵カインシリーズ
伯爵カインシリーズ（はくしゃくカインシリーズ、Earl Cain）は、花とゆめに連載されていた由貴香織里によるイギリス・ロンドンを舞台にしたゴシックミステリー漫画である。
1. 忘れられたジュリエット
2. 少年の孵化する音
3. カフカ -kafka-
4. 赤い羊の刻印（全2巻）
5. ゴッド チャイルド（全8巻）

の5部作からなる。

## ストーリー
19世紀後半、ヴィクトリア時代のイギリスはロンドン。
幼少の頃、実父の死により大貴族であるハーグリーヴズ家を継ぎ、幼くして伯爵となったカイン。自らの出自と実父から受けた夜毎の虐待が原因で、カインはいつしか危険な「毒｣の収集家となる。異母妹のマリーウェザー、彼に仕える執事のリフ、マリーに求婚するオスカーと共に過ごす中、謎の秘密結社「DELILAH（デライラ）」の一員Dr.ジザベル・ディズレーリと再会。彼の裏には組織の総裁であるという、死んだはずの父・アレクシスがいるという。
ストーリーは随所にマザー・グースや『不思議の国のアリス』などに多くモチーフを得ている。

## 登場人物
声はドラマCDの声優。販売CDのキャスト/全サCDのキャストの順で記載。一人しか記載がないところは共通。

### ハーグリーヴス家

#### 伯爵家
カイン・C・ハーグリーヴス
声：石川英郎 (幼少期：津村まこと)
- 年齢：17歳
- 出身：貴族 (伯爵)
- 出身地：コーンウォール
- 現住所：ロンドン市内メイフェア
- 家族構成：
  - 父 (アレクシス/現在訣別中)
  - 実母 (オーガスタ/死去)
  - 義母 (レノラ/死去)
  - 異母兄 (ジザベル)
  - 異父姉 (シュゼット/死去)
  - 異母妹 (マリーウェザー）

- 趣味：毒薬収集
- 特技：射撃
- 喫煙：｢忘れられたジュリエット｣でパイプを、｢誰がこまどり殺したの?｣で煙草を吸っている。
- 外見：黒髪、金色がかった緑色の瞳（金色は姉弟相姦の結果とされている）
- 名前の由来：｢ハーグリーヴス｣は『不思議の国のアリス』(ルイス･キャロル著) のモデルとなったアリス･リデルの結婚後の苗字から。
- ミドルネーム：クリストファー

表向きはアレクシスとその妻・レノラの息子だが、実はアレクシスと実姉オーガスタ(既に他家に嫁いでいた)の息子。12歳でハーグリーヴス家当主となり、伯爵位を継承。実弟との間に、禁忌の子であるカインを生んだことでオーガスタの気がふれてしまった為にアレクシスから憎まれ、世間から隔離されて育てられ虐待を受けていた。アレクシスの虐待が殺意になった時、その殺害を計画。が、アレクシスは瀕死の体で海に身を投げ行方不明になった。その後、アレクシスが生きていることを知り、父と｢デライラ｣と戦う決心をする。「カイン」という名前の由来は、聖書に出てくる人類最初の殺人者カインから。
マリーウェザー･ハーグリーヴス(マリーウェザー・デューク)
声：川田妙子/水橋かおり
カインの異母妹、10歳。十年前に本家のメイドをしていたアレグラ・デュークとアレクシスの間に出来た娘。ある日屋敷に暇を出した母が後に出産し、下町で暮らしていた。占い師として母と二人で生計を立てていたが、ある事件でカインと出会いハーグリーヴス家に引き取られる。
下町育ちなので根はお転婆。カインに溺愛され、彼をお兄様と呼び心から慕っている。タロット占いが得意でピアノが苦手。
一連の事件後、引き取られる際の調査で実母が本当は当時の使用人と関係を持ち、後の事件と関係する事で仕事をやめたタイミングでアレクシスが行方不明になり、「アレクシスはアレグラの後を追った」という誤解を周囲に生み、アレグラもマリーウェザーを「アレクシスの子」と偽り、アレクシスも関与しなかった為今日に至る事が発覚。マリーウェザー本人はこの事を知らない(確実に知っているのは当のアレクシス以外はカインとニールのみ。おそらくリフも知っていると思われる)。
リフェール・ラフィット
声：子安武人/杉田智和
カインに仕える執事、28歳。通称リフ。カインが絶対の信頼を置く唯一最大の理解者。元医大生だったが、実家の火事の後ハーグリーヴス家に引き取られた。
正体は屍人形である。

#### 本家
アレクシス・ハーグリーヴス
声：小杉十郎太
ハーグリーヴス家先代当主、カインとマリーウェザーの父。姉・オーガスタに対する愛情のあまり、愛憎入り混じった仕打ちを幼少期のカインに与えていた。その後、カインの反逆にあい、目の前で海に身を投げた。
表向きはマリーウェザーの母、アレグラ＝デュークと恋仲となりマリーをもうけるが一族の反対にあい、アレグラの後を追い行方不明になったという事になっていた。
名前は不明だが、弟が一人いる。またカインの台詞で「伯父様・伯母様」とあり、伯母はオーガスタ以外 (当時オーガスタに関する描写はない)、伯父はアレクシスの兄弟もしくはオーガスタの夫という可能性がある。
オーガスタ
声：小島幸子
アレクシスの姉。他家へ嫁いだ後にアレクシスに強姦されカインを妊娠。実弟の子の妊娠という事実に精神を病んでしまった。
シュゼット
「忘れられたジュリエット」で初登場。
カインの従姉。オーガスタの娘なので、実際はカインの異父姉。自らはハーグリーヴス家の隠された呪いを知らず育っていた。身分違いの男性との恋愛の果て、裏切られ、エメラルドフォレストにより無理心中を図る。
レノラ・ハーグリーヴス
アレクシスの妻で法的上のカインの母。義姉のオーガスタを慕っていたが、アレクシスとオーガスタが禁忌の子供をもうけた事から、アレクシスには自分への愛情が無いと錯乱。後に毒を飲む。

#### 分家
ニール・ハーグリーヴス
先々代ハーグリーヴス家当主 (カインの祖父) の妹の息子、つまりアレクシスの従兄弟。聡明なオーガスタを敬愛していた。彼女がカインを身ごもった時、その身を案じ、堕胎を勧める一族を説得しに回った。後にカインの後見人となり、カインを無償の愛で見守る。
アンドルー・ハーグリーヴス
アレクシスの弟の息子でカインの従兄弟。父親がニールと並んでカインの後見人の最有力候補だった。
カティーナ
レノラの妹でカインの (法的の) 母方の叔母。性格は極めて厳格。

#### クロムウェル家
ハーグリーヴス家の遠戚。
レナード・クロムウェル
クロムウェル家当主。本家・分家含めた一族の反対を押し切り日本人の瞳子と結婚したために一族と疎遠になる。
瞳子・クロムウェル
元は日本人の旅芸人一座の一人。ロンドンへ渡航してきた際、レナードと出会い結婚。日本人というだけで上流社会から迫害され、心労がたたり治療のため入院。その際アビゲイルの嫌がらせによって自殺。マダム・バタフライと呼ばれる。
アビゲイル・クロムウェル
レナードの後妻で元々は彼女が婚約者だった。入院した瞳子を自殺に追い詰める。
ルキア・クロムウェル
レナードと瞳子の娘。母親似で和服をモデルにしたドレス (ゴスロリ風?) を着ている。目の前で母が自殺、それに伴う降霊会で幽霊憑きになっていた。
エミール・クロムウェル
アビゲイルの連れ子。ルキアの義弟で、彼女を慕っている。オカルトが趣味。
ソフィー･クロムウェル
レナードの母でルキアの祖母。日本人の瞳子を快く思わず、元婚約者のアビゲイルと手を結び瞳子を追い詰める。アレクシスに逆らえず、彼に命じられカインを呼び寄せる手紙を出す。

### カインと関わる者
オスカー･ゲイブリル
声：吉田孝
ゲイブリル男爵家の長男。20歳だが、長身で歳にしては老け顔である。自身の怠慢により婚約者を事故で失い、やけになっている所を大学の教授をぶんなぐって退学になり、実家を勘当されている。その亡き婚約者似のカインを慕っており、マリーに求婚する。
アレグラ・デューク
夫であるバージェスの暴力から逃れる為に各地を渡り、その際ハーグリーヴス家のメイドとして雇われる。その際アレクシスと恋仲となりマリーウェザーを儲けるが、ハーグリーヴス家に妬まれ、またバージェスの手が伸びてきた事により逃亡。10年後に発見された際に娘を守る為に自殺。
ドミニク・クレハドール
クロムウェル家の事件で知り合った霊媒師。かつて様々な予言でヨーロッパ中の社交界を巻き起こした。金儲けが趣味。元はフランスの没落貴族。
アレクシスを「閣下」と呼ぶ。アレクシスに「デライラ」への入会を誘われている (入会時に約束される地位は魔術師)。

### デライラ (DELILAH)
先々代ハーグリーヴス家当主であったアレクシスの父により作られた医学同好会が元。その後天才児・アレクシスの登場によって次第に変貌を遂げ、最終的に秘密結社組織「デライラ」となる。
アレクシスを頂点にタロットカードの名称を取った支配階級に分かれており、大アルカナ・小アルカナと使役階級のトランプの三構成を取る。ただし、本来の身分について貴族・医者・平民と混在しており、場合によっては貴族の上に平民がつく。組織は己の欲望に忠実であることを旨に、医学と魔術を融合した体制を取る。
大アルカナは22枚、小アルカナは56枚、トランプは53枚が上限だが、実人数がこれに当てはまるかは明記されていない。
イギリスを中心に、ヨーロッパ各地に広がりを見せ、その強大な力は各国の政界・社交界・軍部にまで及ぶ。

#### カードマスター
アレクシス・ハーグリーヴス
デライラの当主。自殺していたと思われていたが、5年後にカインの前に姿を現す。

#### 大アルカナ
構成員にはタロットカードの大アルカナの名称が与えられる。大アルカナへは「再生の儀」と呼ばれる儀式を乗り越えた者だけが昇進できる。
ジザベル・ディズレーリ
声：三木眞一郎
カードは「Death」。
本職は外科医で26歳。灰色の長髪が特徴。
デライラにおいて表向きはアレクシスの養子として存在していた。アンセル･アレンの偽名をもってカインに近づき、以降事あるごとにカインの精神を切り刻むがごとく振舞う。人間に対し一切の絶望を抱いているが、その反面動植物に対し惜しみの無い愛情を向けるなどの反比例した内面を持つ。他界した二人の姉がいた。
養子として扱われているが、その実はアレクシスが戯れに玩んだ女性との間に生まれた子であり、カインにとっては異母兄となる（9歳年上）。
カサンドラ・グラットストン
カードは「The Hierophant」。
本職は慈善事業家の貴族。34,5歳。司祭長として「再生の儀」を執り行うなど、組織内で実質的なナンバー2の地位にいた。人の心を覗き見、また催眠術によって操ることが出来る能力を持つ。
セレス・ヘレーナ・オクタヴィア
カードは「Justice」。
職業は不明だがドクターと呼ばれているため医学関係者と思われる。凶眼（"evil eye"）と呼ばれる眼力の持ち主で、常に目を隠していた。
アウル
カードは「The fool」。誰の配下でもなく、事の成り行きを最後まで見守る役目を負う。
天才バイオリニスト。その白髪から「アウル（「白梟」の意）」と呼ばれた。
イダ
カードは「The Moon」。
亜麻色の髪のジプシーとして街中で歌を歌っていた時にカインに会う。
『Tower』
カードは「The Tower」。
アレクシス直属であり、カインの動向を探る為普段は身を潜めている。
Dr.ゼノピア
カードは「The Hermit」。
脳移植の研究をしている老医師。

#### 小アルカナ
グリフォード
カードは「剣のエース」。
職業は棺桶屋。母親は貴族の屋敷でメイドをしていたが、当主との浮気を疑った妻によって盗みの罪を着せられ投獄させられた。

#### トランプ
カシアン
カード不明。ジザベル直属の部下。実年齢35歳だが、先天的異常により12歳で肉体の成長が止まってしまった。脳の感覚運動野の発達が著しく、優れた運動能力を持つ。親にサーカス団に売られた後、団長と団員を殺し脱走。警察の目をかいくぐっていたところを拾われ、デライラの一員となる。

#### その他
ミケイラ
シュゼットの細胞から作られた屍人形。特殊な毒を仕込んだタランチュラを用い、虫と心を通わせることができる。赤い髪を持ち、体中に包帯を巻いている。カインに執着とも言える激しい愛情を抱いている。

## 年齢
本作品内でアレクシスが姉オーガスタに思いを寄せていたのは明記されているが、当時オーガスタは他者と結婚しており、カイン出産直後に精神を病んだ事からオーガスタの娘・シュゼットはアレクシスが手を出す前に夫との間に生まれたことがわかる。
それとは別に、アレクシスが愛人との間にジザベルを作ったのはカインが生まれるまでの身代わりであると述べている。しかしこの表記について、アレクシスがオーガスタに手を出す前は、多少なり冷酷な一面があるとは言え普通人であり、時系列においてはオーガスタに思いを遂げる約10年前にジザベルが生まれているため (公式の表記では、ジザベルは28歳・カインは18歳。ジザベルがカインの存在を知ったのは10歳の頃)、実験体とは何なのか、なぜ愛人と子供を作らねばならないのか等の矛盾が生じる。ジザベルが母から女の子として育てられていたのは、アレクシス自身が愛人との間に男の子を望み、女の子は不要としていた可能性があり、二人の姉についてもアレクシスの娘の可能性がある。そのため、この「二人の姉」については生誕はシュゼットよりも先になる。

## 劇中に登場する毒
作品初期の段階では、作者によるオリジナルと思われる毒が多く登場したが、中期以降は実在の毒を用いている。
- ヒ素
- エメラルドフォレスト
- レプラカン
- アコニチン
- クラレ
- カンタレラ
- アンチモン(酒石酸アンチモニルカリウム、吐酒石)

## 書誌情報

### 単行本
白泉社〈花とゆめコミックス〉より刊行
- 忘れられたジュリエット（1992年7月 ISBN 4-592-12597-5）
- 少年の孵化する音（1993年10月 ISBN 4-592-12642-4）
- カフカ -Kafka-（1994年2月 ISBN 4-592-12659-9）
- 赤い羊の刻印
  1. 1994年6月 ISBN 4-592-12234-8
  2. 1994年10月 ISBN 4-592-12235-6
- ゴッド チャイルド
  1. 2001年11月 ISBN 4-592-17801-7
  2. 2002年03月 ISBN 4-592-17802-5
  3. 2002年06月 ISBN 4-592-17803-3
  4. 2002年10月 ISBN 4-592-17804-1
  5. 2003年02月 ISBN 4-592-17805-X
  6. 2003年06月 ISBN 4-592-17806-8
  7. 2003年10月 ISBN 4-592-17807-6
  8. 2004年01月 ISBN 4-592-17808-4

### 完全版『伯爵カインコレクション』
白泉社〈ジェッツコミックス〉より刊行
- 少年の孵化する音（2004年12月 ISBN 4-592-14226-8）
- 赤い羊の刻印（2005年1月 ISBN 4-592-14227-6）

### 文庫版『伯爵カイン』
白泉社〈白泉社文庫〉より刊行、全6巻
1. 『少年の孵化する音』 2009年7月 ISBN 978-4-592-88825-3
2. 『赤い羊の刻印』 2009年9月 ISBN 978-4-592-88826-0
3. 『ゴッド チャイルド1』 2009年11月 ISBN 978-4-592-88827-7
4. 『ゴッド チャイルド2』 2010年1月 ISBN 978-4-592-88828-4
5. 『ゴッド チャイルド3』 2010年3月 ISBN 978-4-592-88829-1
6. 『ゴッド チャイルド4』 2010年3月 ISBN 978-4-592-88830-7

## ドラマCD
- カフカ（1999年4月21日発売）

- 切り刻まれ食べられたミス・プディングの悲劇 (1999年11月17日発売)

収録
切り刻まれ食べられたミス・プディングの悲劇
捩れた童話
- God Child (2002年花とゆめ応募者全員サービス)

収録
捩くれた小さな家
少年の孵化する音